# Håkan Bråkan 2
Håkan Bråkan 2 är en svensk familjefilm från 2024, regisserad av Ted Kjellsson efter ett manus av Thobias Hoffmén och Christoffer Sandler. Filmen bygger på böckerna om Håkan Bråkan av Anders Jacobsson och Sören Olsson och är en uppföljare på filmen Håkan Bråkan från 2022. Filmens regissör, Ted Kjellsson, har beskrivit filmen som inspirerad av Indiana Jones och Rambo.
Filmen hade biopremiär i Sverige den 9 februari 2024, utgiven av Nordisk Film.

## Handling
Håkan Bråkan vill ha ett husdjur, men då måste han först visa att han kan ta ansvar. Frågan är om Håkan kan låta bli att ställa till med oreda under en vecka på scoutläger. Men då det dyker det upp både tjuvar och en skattkarta.

## Rollista
Källa: 
- Silas Strand – Håkan Bråkan[2]
- Sissela Benn – mamma Karin
- Fredrik Hallgren – pappa Rudolf
- Mario Mustafa – Beiron
- Tilo Hedlund Al Fakir – Ronny
- Magnus Sundberg – Jörgen
- Linda Zilliacus – Tess
- Jonas Sykfont – Tom
- Khanya Bjurenstedt Waern – Isabella
- Anders Jansson – Olle

## Produktion

### Bakgrund
Filmen är en uppföljare till filmen Håkan Bråkan från 2022 där Silas Strand också spelar Håkan Bråkan och Ted Kjellsson regisserar. Filmen sålde över 300 000 biobiljetter och därmed blev det grönt ljus att spela in en uppföljare.

### Inspelning
Filmen produceras av Malin Söderlund för Unlimited Productions och mottog 6,5 miljoner kronor i produktionsstöd från Svenska Filminstitutet. Inspelningarna inleddes i mars 2023 vid Stiftelsen Göta Lejons friluftsgård utanför Göteborg.